# Деалу Фрумос (Арђеш)
Деалу Фрумос (рум. Dealu Frumos) насеље је у Румунији у округу Арђеш у општини Сталпени. Oпштина се налази на надморској висини од 367 m.

## Становништво
Према подацима из 2002. године у насељу је живело 52 становника, од којих су сви румунске националности.